# غالو
غالو هم شياطين من الميثولوجيا السومرية و الميثولوجيا البابلية وذكر أنهم مجموعة من سبعة شياطين موجودة في العالم السفلي، وتقوم بتعذيب من يأتي هناك. تذكر الأساطير أنهم قاموا بتعذيب دوموزيد الراعي بعد موته ورحيله إلى العالم السفلي، وعند ذهاب إنانا لإنقاذه قاموا بتعذيبها هي أيضاً.
تذكر الأساطير أن الإله نينورتا قام بقتل عسق أحد شياطين الغالو وقام بأخذ عصا شرور منه.